# Rio Grande do Norte

Rio Grande do Norte är en delstat i nordöstra Brasilien med Natal som delstatshuvudstad. Några andra stora städer är Mossoró, Parnamirim och São Gonçalo do Amarante. Folkmängden uppgår till cirka 3,4 miljoner invånare. Atol das Rocas som ligger i Atlanten 260 km nordöst om Natal tillhör delstaten. Staten har 1,7 procent av den brasilianska befolkningen och producerar endast 1,0 procent av landets BNP.